# Sound Blaster Live
A Sound Blaster Live a Creative Labs által 1998 augusztusában bemutatott, népszerűnek bizonyult hangkártya. Megjelenése után igen sokáig versengett a nála gyakran fejlettebb és több funkcióval rendelkező konkurenciával; sikerét annak köszönhette, hogy egy belépő szintű hangkártyától elvárható legfontosabb funkciókat tartalmazta megfizethető áron. A hangkártya egy integrált FX8010 DSP csipet tartalmaz, amelyet a valós idejű digitális hangeffektusok előállításában használ.

## Fő tulajdonságok

### Aljzat
PCI 2.1

### Hátoldali aljzatok
| Szín | Szín                | Funkció                                                          |
| ---- | ------------------- | ---------------------------------------------------------------- |
|      | rózsaszín           | Analóg mikrofon bemenet.                                         |
|      | világoskék          | Analóg vonalbemenet.                                             |
|      | világoszöld         | Analóg vonalkimenet sztereó hangszórók vagy fejhallgató számára. |
|      | fekete              | Analóg vonalkimenet a hátsó hangszórók számára.                  |
|      | hosszú narancssárga | Külső MIDI hangeszköz (szintetizátor) csatlakoztatása.           |
|      | narancssárga        | S/PDIF digitális kimenet.                                        |

### Belső aljzatok
- 1 db TAD (Telephone Answering Machine)
- 1 db CD IN (analóg CD hangbemenet, sztereó)
- 1 db AUX (kisegítő sztereó hangbemenet további analóg hangforráshoz)
- egyéb rendszerszintű csatlakozófelület

### Hangminőség
Hullámtábla: EMU10K1, 64 hangú hardveres hangszintetizálás 

ADC mintavételi frekvenciák: 8, 11,025, 16, 22,05, 24, 32, 44,1 és 48 kHz. 

Bitmélység: 8 bites, 16 bites monó és sztereó és valóságos 16 bites Full Duplex.

## Képgaléria

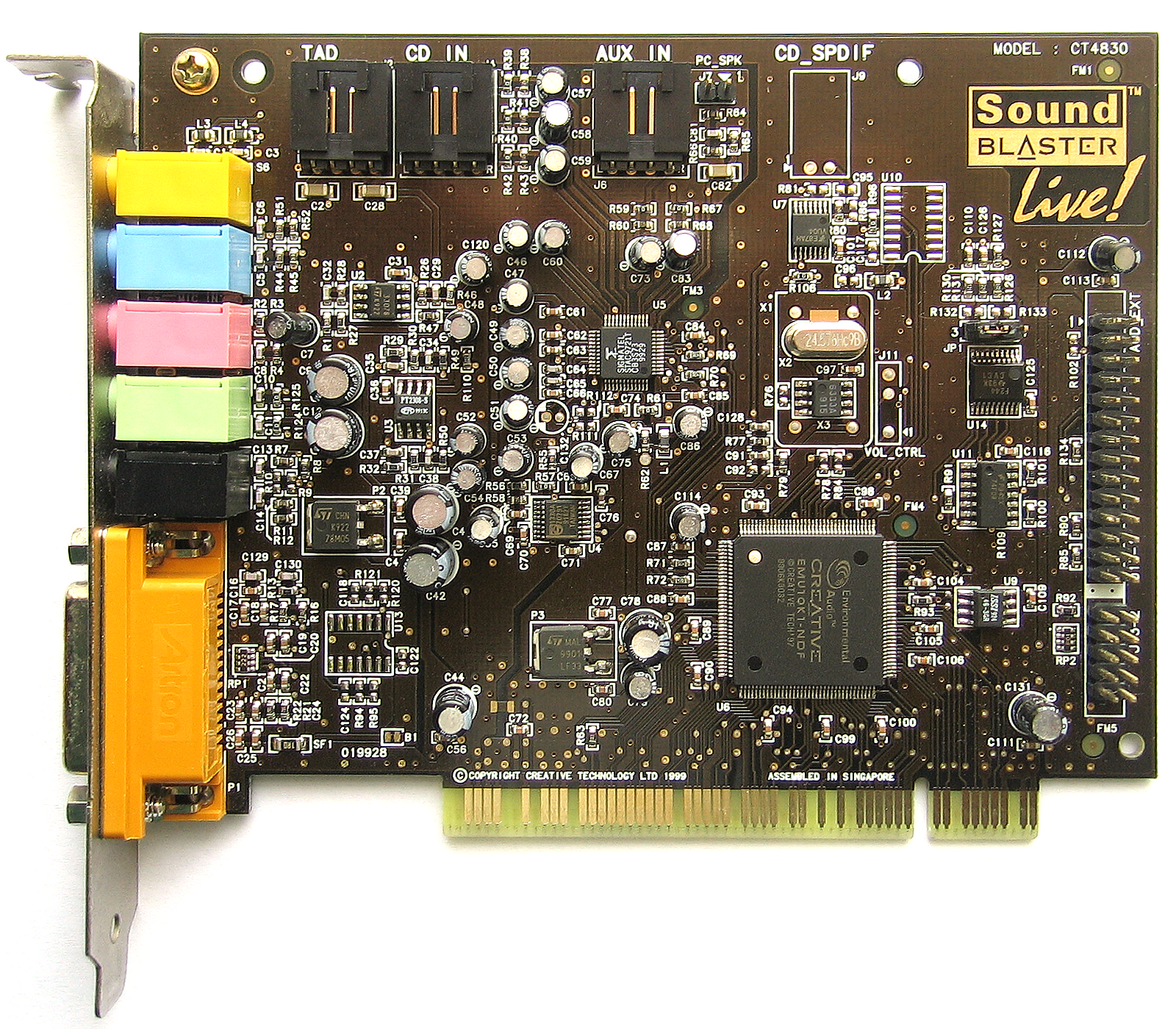
Creative Sound Blaster Live! 1024 felső nézet (chipek)
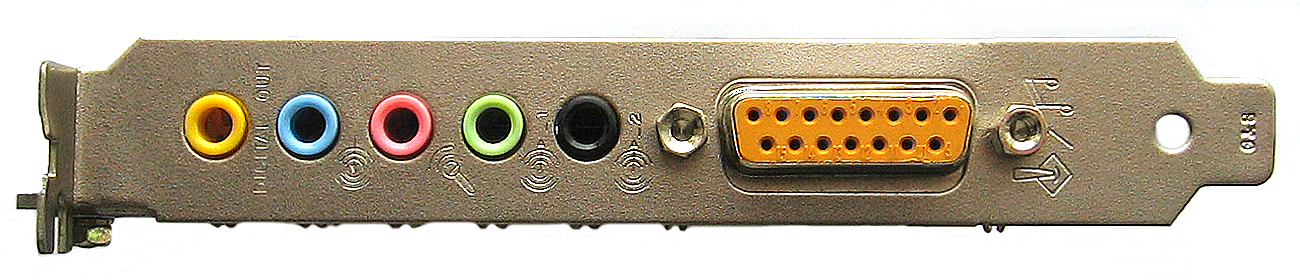
Creative Sound Blaster Live! 1024 hangkártya oldalnézet (aljzatok)
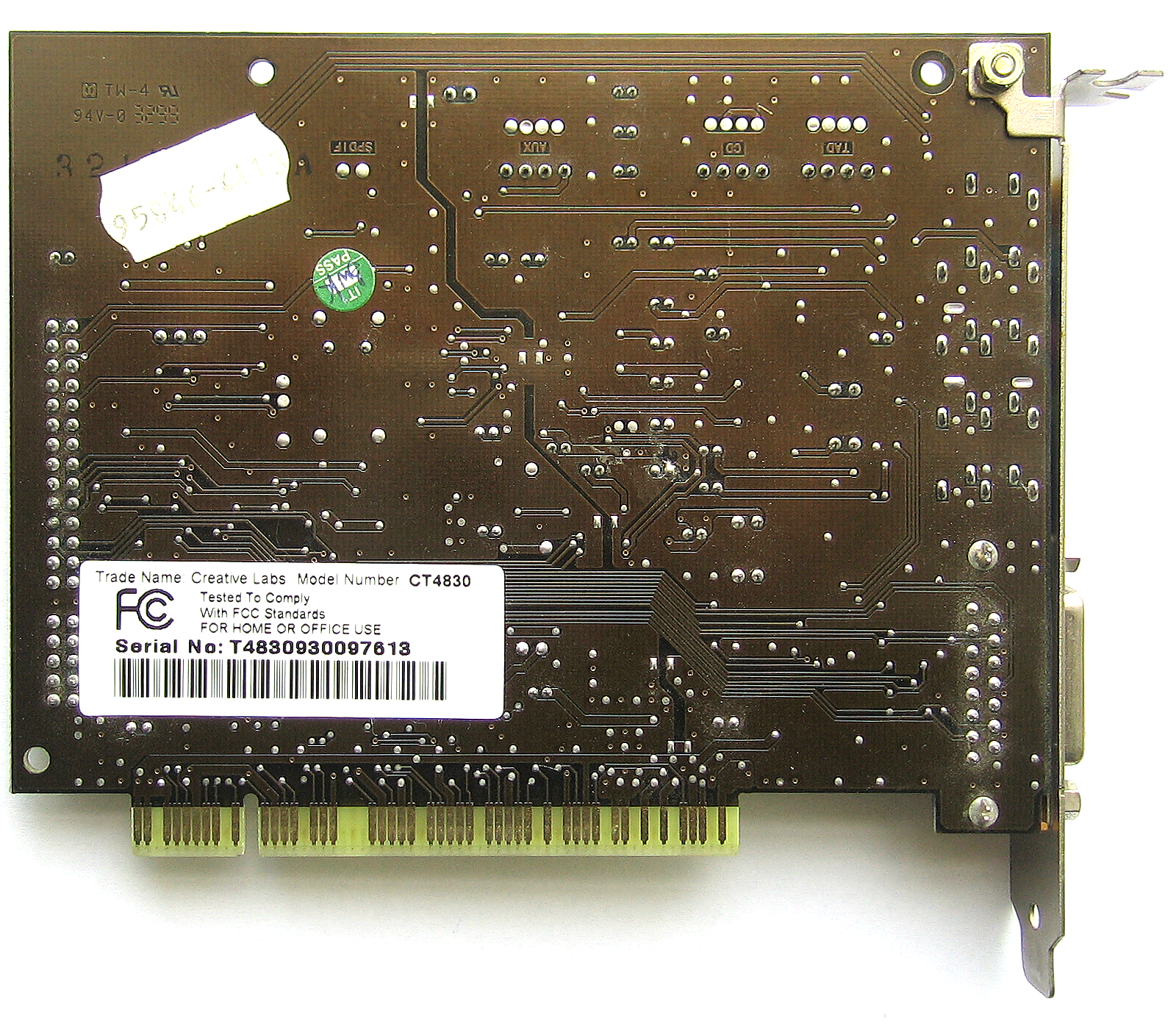
Creative Sound Blaster Live! 1024 hangkártya hátsó nézet (forrasztás)
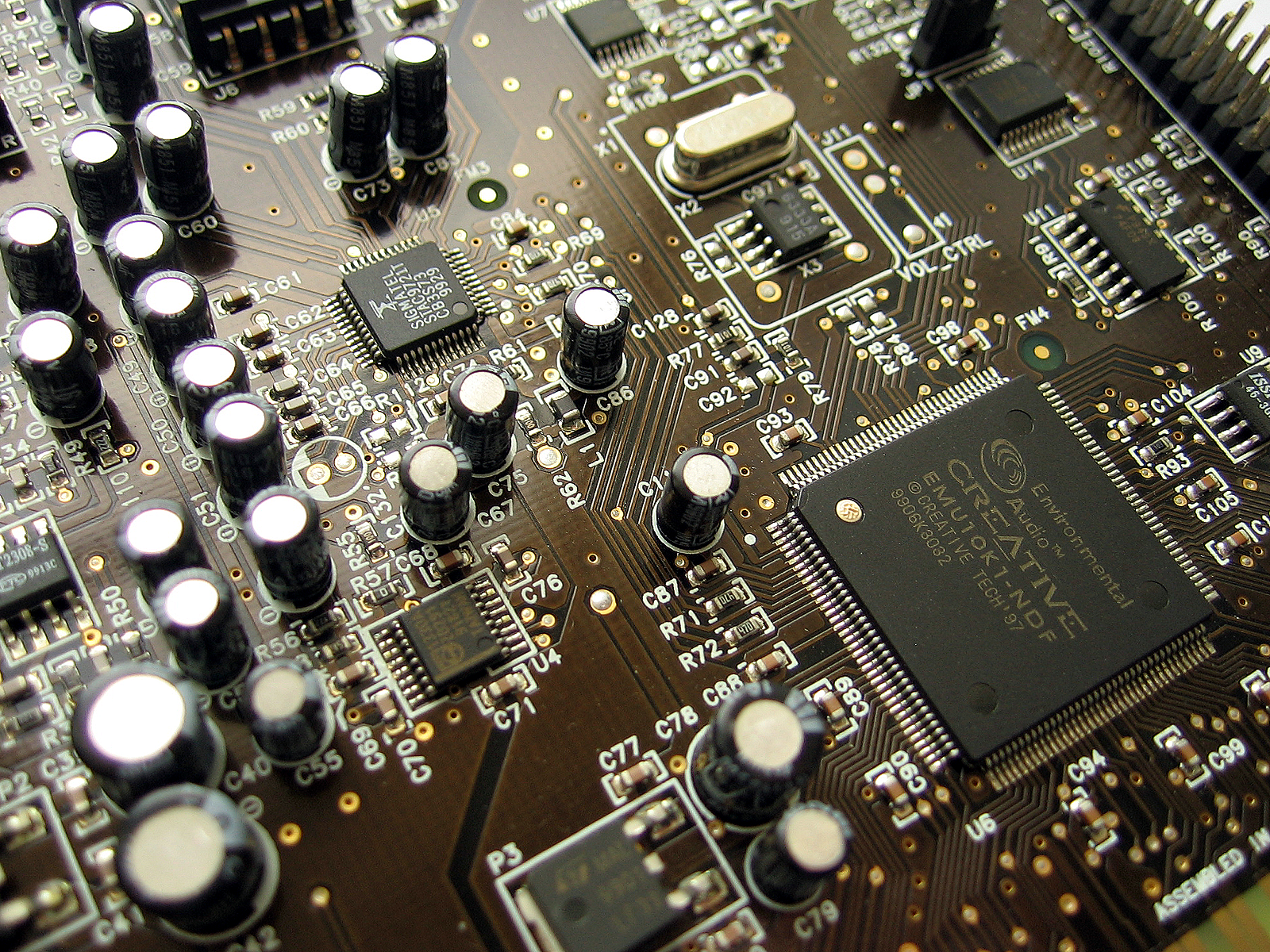
Creative Sound Blaster Live! 1024 hangkártya 3D nézet a központi chip-pel
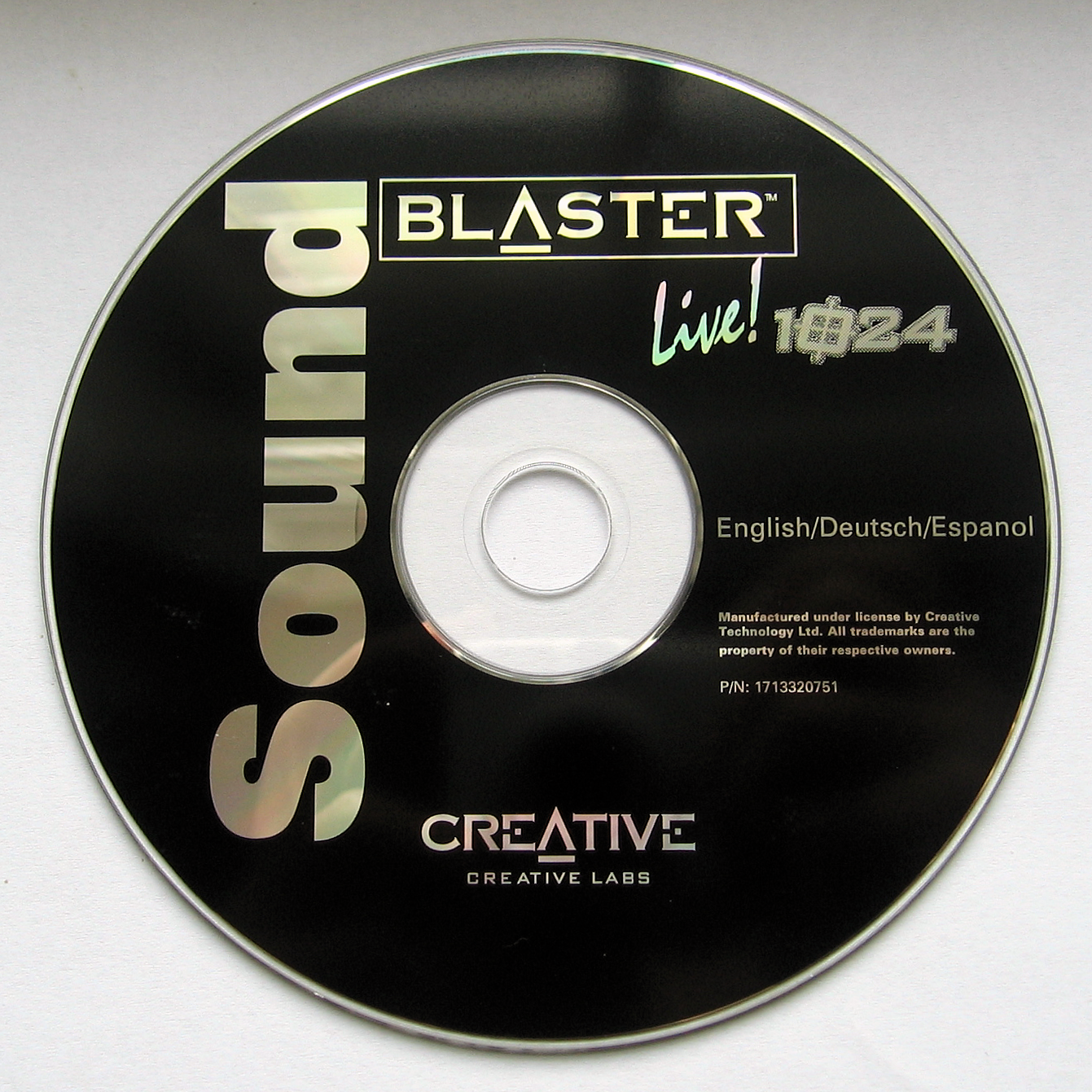
A Sound Blaster Live! 1024 hangkártya telepítő CD-je.

## Bibliográfia
- Creative Labs modellszámok

További információ az angol Wikipédián:
- Sound_Blaster
- Sound Blaster Live!
- Creative Technology

Gyártói oldalak:
- Creative Labs honlapja
- Sound Blaster hangkártyák honlapja